# 11 Finlandzki Pułk Strzelców (Imperium Rosyjskie)
11 Finlandzki pułk strzelców (ros. 11-й  Финляндский стрелковый полк) – oddział piechoty armii Imperium Rosyjskiego.

## Charakterystyka
Sformowany w 1911. Stacjonował między innymi w m. Lahti.

 W przededniu I wojny światowej pułk etatowo posiadał dwa bataliony po cztery kompanie oraz kompanię tyłową. Kompania piechoty czasu wojny liczyła około 240 żołnierzy i 4–5 oficerów. Na szczeblu pułku występował także pododdział karabinów maszynowych (8 km), łączności (w tym 14 konnych gońców i 21 telefonistów) i zwiadowczy (64 zwiadowców, w tym 4 kolarzy).

## Podporządkowanie
Lipiec 1914:
- 22 Korpus Armijny – Helsingfors[7]
  - 3 Finlandzka Brygada Strzelców – Viborg
    - 11 Finlandzki pułk strzelców –  Lahti[a]